# فترة محاسبية
الفترة المحاسبية هي المدة الزمنية التي يتم في بدايتها توثيق وتسجيل جميع العمليات المالية في أي منشأة و في نهايتها يتم إعداد القوائم المالية و الميزانية العمومية ، وحسب معايير المحاسبة الدولية تتكون من 12 شهر، تقسم عادة إلى شهرية أو ربع سنوية أو سنوية لمعرفة نتائج أعمال المنشأة أو الكيان الاقتصادي خلال كل قسم، وهو ما يساعد على معرفة نتيجة أعمال الشركة أو أرصدة حساباتها في ذلك القسم.
وليس شرطاً أن تبدأ الفترة المالية في 1/ 1 وتنتهي في 31/ 12 من كل عام، بل إن ذلك يرجع لخصوصية أعمال المنشأة، إذ أن بعض المنشئات كالمدارس والجامعات وغيرها تبدأ الفترة المحاسبية لها خلال شهريّ أغسطس أو سبتمبر من كل عام.